# Sacha Boey
Sacha Boey (Montreuil, 13 september 2000) is een Frans-Kameroens-Belgische voetballer die speelt als vleugelverdediger voor de Duitse club Bayern München.

## Carrière
Boey speelde voor de jeugdploegen van FC Romainville, Red Star FC en Stade Rennais. Sinds 2019 maakte hij deel uit van het eerste team van Stade Rennais en maakte ook zijn profdebuut dat seizoen. Van oktober 2020 tot juni 2021 werd hij uitgeleend aan Dijon FCO. In het begin van het seizoen 2021/22 maakte hij de overstap naar de Turkse club Galatasaray.
In januari 2024 maakte hij een recordtransfer naar Bayern München, dat 30 miljoen euro betaalde voor de Franse rechtsback. Hij werd daarmee in één klap de duurste transfer ooit uit de Turkse competitie en de duurste aankoop van een rechtsback in de Bundesliga.

## Nationale ploeg
Boey is geboren in Frankrijk met roots in Kameroen. Hij speelde in de jeugdploegen van het Franse nationale elftal. Hij zat in de voorselectie voor het Kameroens voetbalelftal voor het Afrikaans kampioenschap voetbal 2012. Hij werd niet expliciet niet geselecteerd voor het Kameroens voetbalelftal voor het Wereldkampioenschap voetbal 2022, omdat hij de bond te lang zou laten wachten, maar bondscoach Rigobert Song liet weten dat de deuren altijd open staan voor Boey. Aangezien hij nog altijd wachtende was op een eerste selectie voor het Franse nationale elftal heeft Boey gekozen om te spelen voor het Belgische nationale team, dit aangezien zijn moeder de Belgische nationaliteit heeft.

## Statistieken
| Seizoen         | Club            | Competitie      | Competitie | Competitie | Beker | Beker | Europees | Europees | Totaal | Totaal |
| Seizoen         | Club            | Competitie      | Wed.       | Dlp.       | Wed.  | Dlp.  | Wed.     | Dlp.     | Wed.   | Dlp.   |
| --------------- | --------------- | --------------- | ---------- | ---------- | ----- | ----- | -------- | -------- | ------ | ------ |
| 2018/19         | Stade Rennais   | Ligue 1         | 1          | 0          | 0     | 0     | ―        | ―        | 1      | 0      |
| 2019/20         | Stade Rennais   | Ligue 1         | 5          | 0          | 0     | 0     | 2        | 0        | 7      | 0      |
| 2020/21         | Stade Rennais   | Ligue 1         | 2          | 0          | 0     | 0     | ―        | ―        | 2      | 0      |
| 2020/21         | → Dijon         | Ligue 1         | 24         | 0          | 0     | 0     | ―        | ―        | 24     | 0      |
| 2021/22         | Galatasaray     | Süper Lig       | 13         | 0          | 0     | 0     | 6        | 1        | 19     | 1      |
| 2022/23         | Galatasaray     | Süper Lig       | 31         | 1          | 2     | 0     | ―        | ―        | 33     | 1      |
| 2023/24         | Galatasaray     | Süper Lig       | 19         | 1          | 0     | 0     | 12       | 1        | 31     | 2      |
| 2023/24         | Bayern München  | Bundesliga      | 2          | 0          | 0     | 0     | 0        | 0        | 2      | 0      |
| 2024/25         | Bayern München  | Bundesliga      | 13         | 0          | 1     | 0     | 7        | 1        | 21     | 1      |
| 2025/26         | Bayern München  | Bundesliga      | 0          | 0          | 1     | 0     | 0        | 0        | 1      | 0      |
| Carrière totaal | Carrière totaal | Carrière totaal | 110        | 2          | 4     | 0     | 27       | 3        | 141    | 5      |

Bijgewerkt tot en met 17 augustus 2025.

## Erelijst
| Competitie      |               |               |
| Competitie      | Aantal        | Jaren         |
| Stade Rennais   | Stade Rennais | Stade Rennais |
| --------------- | ------------- | ------------- |
| Coupe de France | 1×            | 2019          |
| Galatasaray     |               |               |
| Süper Lig       | 1×            | 2022/23       |
| Bayern München  |               |               |
| Bundesliga      | 1×            | 2024/25       |
| Duitse supercup | 1×            | 2025          |

1 Neuer  ·
2 Upamecano ·
3 Kim ·
6 Kimmich ·
7 Gnabry ·
8 Goretzka ·
9 Kane ·
10 Sané ·
11 Coman ·
15 Dier ·
16 Palhinha ·
17 Olise ·
18 Peretz ·
19 Davies ·
21 Ito ·
22 Guerreiro ·
23 Boey ·
24 Vidović ·
25 Müller ·
26 Ulreich ·
27 Laimer ·
28 Buchmann ·
40 Urbig ·
42 Musiala ·
44 Stanišić ·
45 Pavlović ·
Coach: Kompany
· Assistent-coach: Danks